# Ivry-le-Temple
Ivry-le-Temple ist eine französische Gemeinde mit 876 Einwohnern (Stand 1. Januar 2022) im Département Oise in der Region Hauts-de-France. Sie gehört zum Arrondissement Beauvais, zur Communauté de communes des Sablons und zum Kanton Chaumont-en-Vexin.

## Lage
Die Gemeinde Ivry-le-Temple liegt in der Landschaft Vexin français an der oberen Canal de Marquemont, 22 Kilometer nördlich von Pontoise. Begrenzt wird Ivry-le-Temple von den Nachbargemeinden Senots im Norden, Saint-Crépin-Ibouvillers im Nordosten, Villeneuve-les-Sablons im Osten, Hénonville im Südosten, Neuville-Bosc im Süden, Monts und Monneville im Südwesten sowie Fresne-Léguillon im Westen und Nordwesten.

## Geschichte
In Ivry befand sich eine Kommende des Templerordens, der nach dessen Auflösung an die Johanniter überging, und an deren Stelle heute ein Gehöft steht. Der frühere, bis 1933 genutzte Bahnhof aus dem Jahr 1906 dient heute als Wohngebäude.

## Bevölkerungsentwicklung
| Jahr                       | 1962 | 1968 | 1975 | 1982 | 1990 | 1999 | 2006 | 2014 | 2021 |
| -------------------------- | ---- | ---- | ---- | ---- | ---- | ---- | ---- | ---- | ---- |
| Einwohner                  | 402  | 483  | 506  | 588  | 598  | 658  | 662  | 693  | 854  |
| Quellen: Cassini und INSEE |      |      |      |      |      |      |      |      |      |

## Sehenswürdigkeiten
- Kirche Saint-Martin
- Waschhaus (lavoir)
- Taubenhaus der Ferme de la Commanderie
- Wasserturm

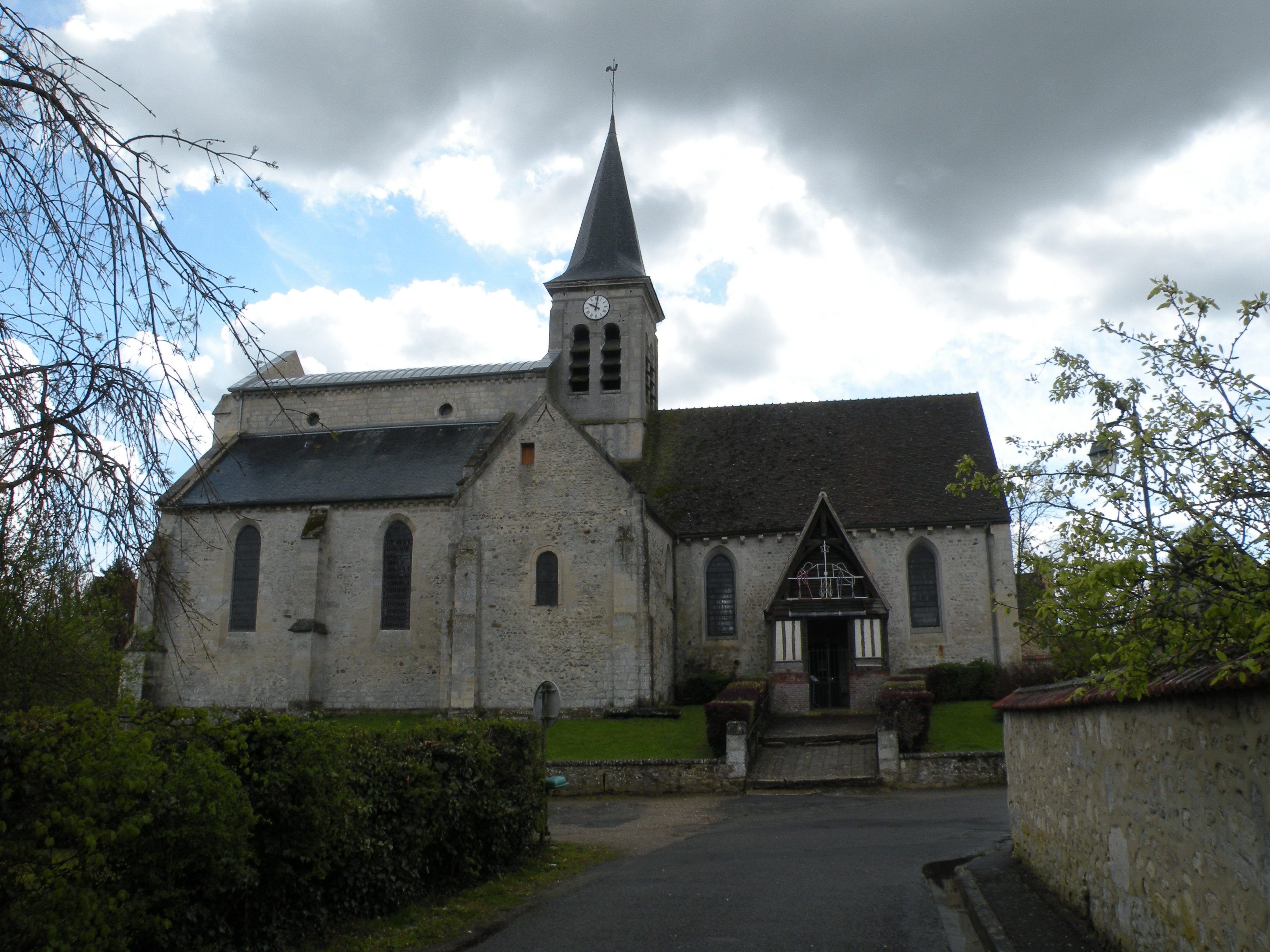
Kirche Saint-Martin
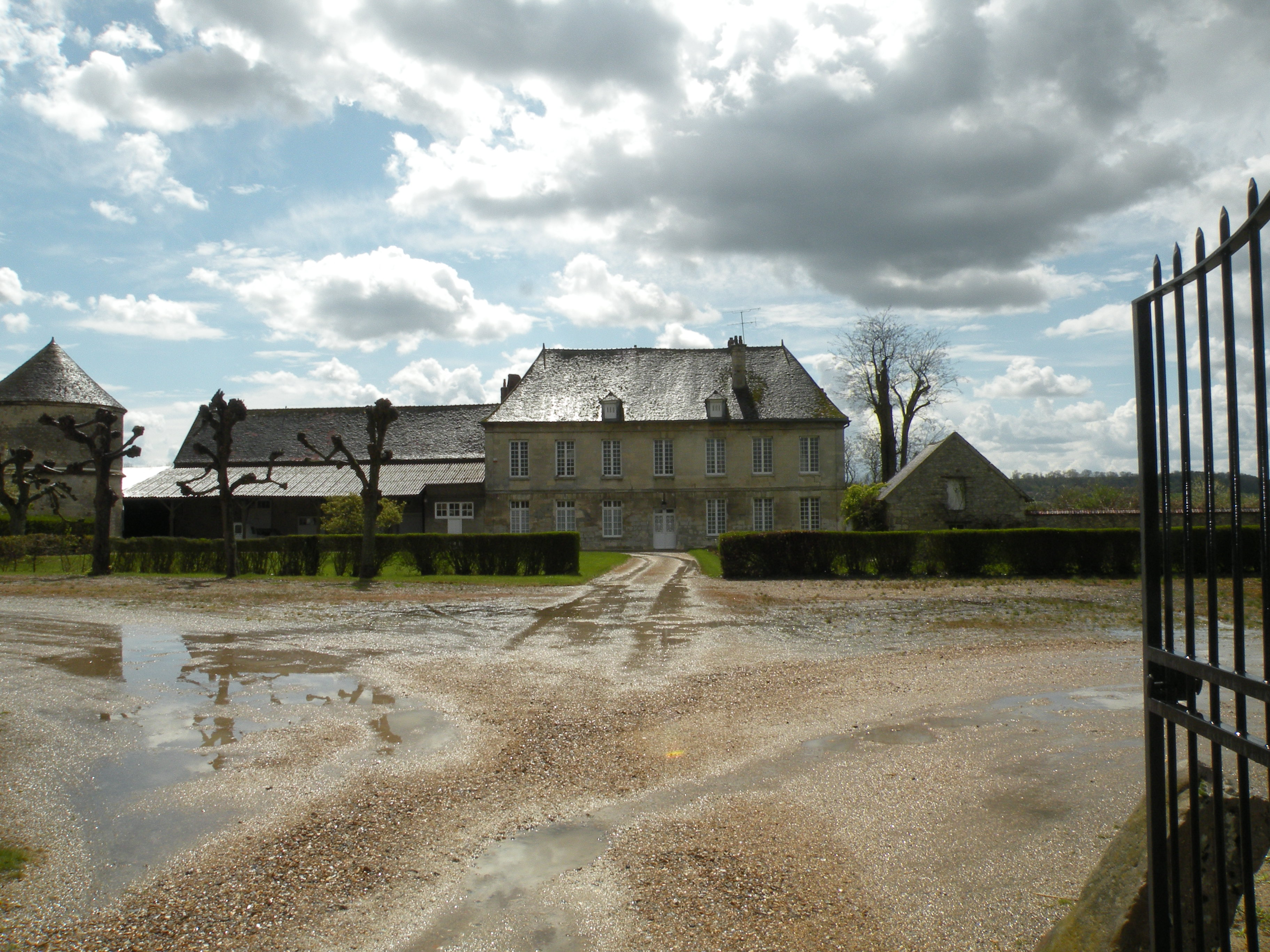
Ferme de la Commanderie
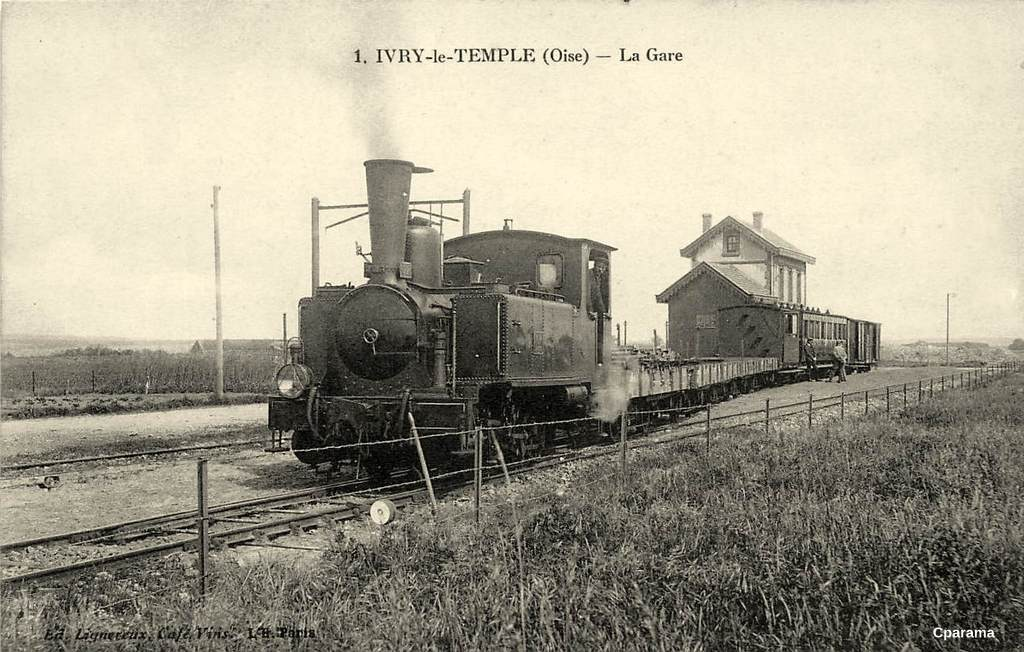
Ehemaliger Bahnhof
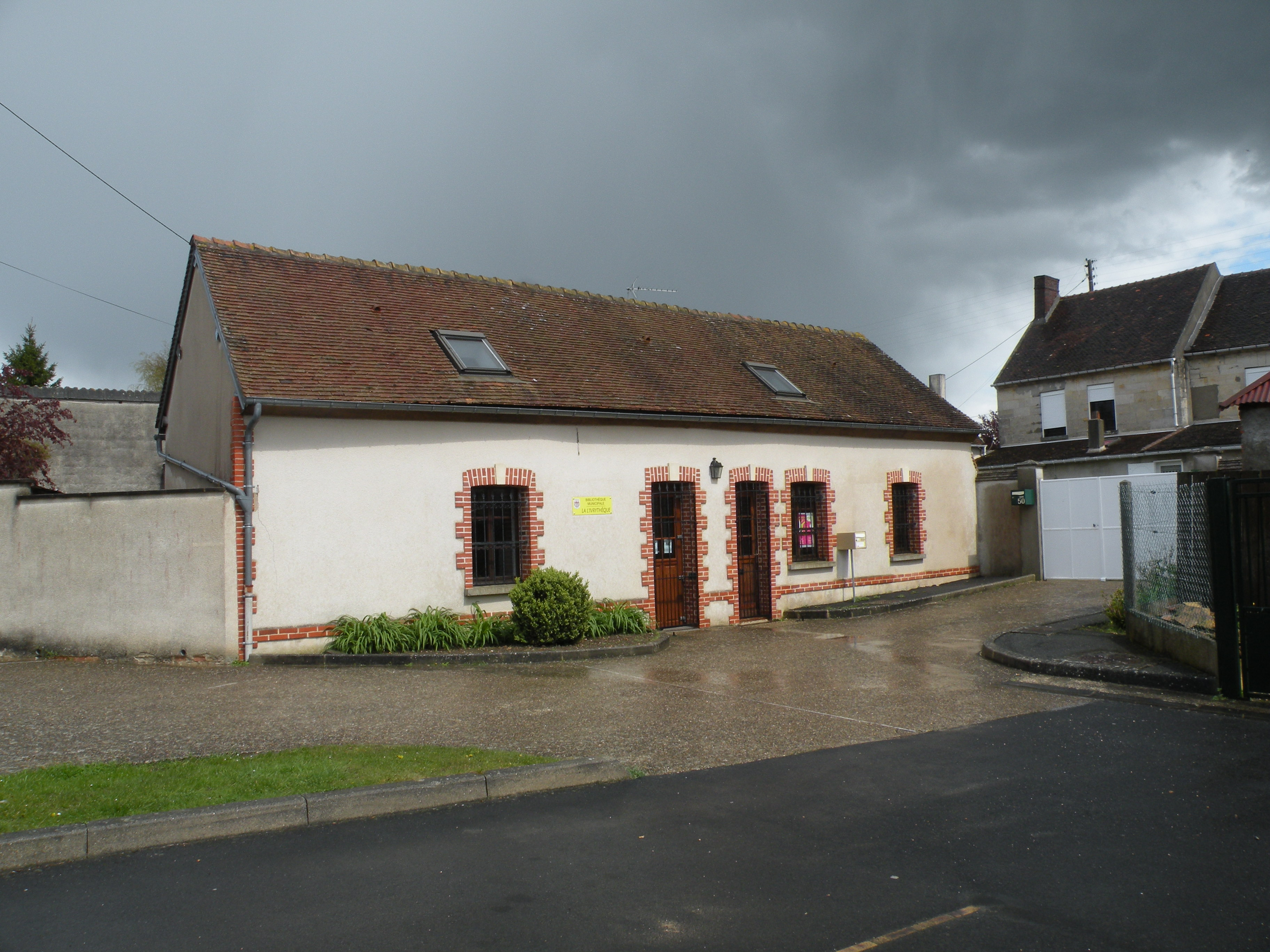
Bibliothek
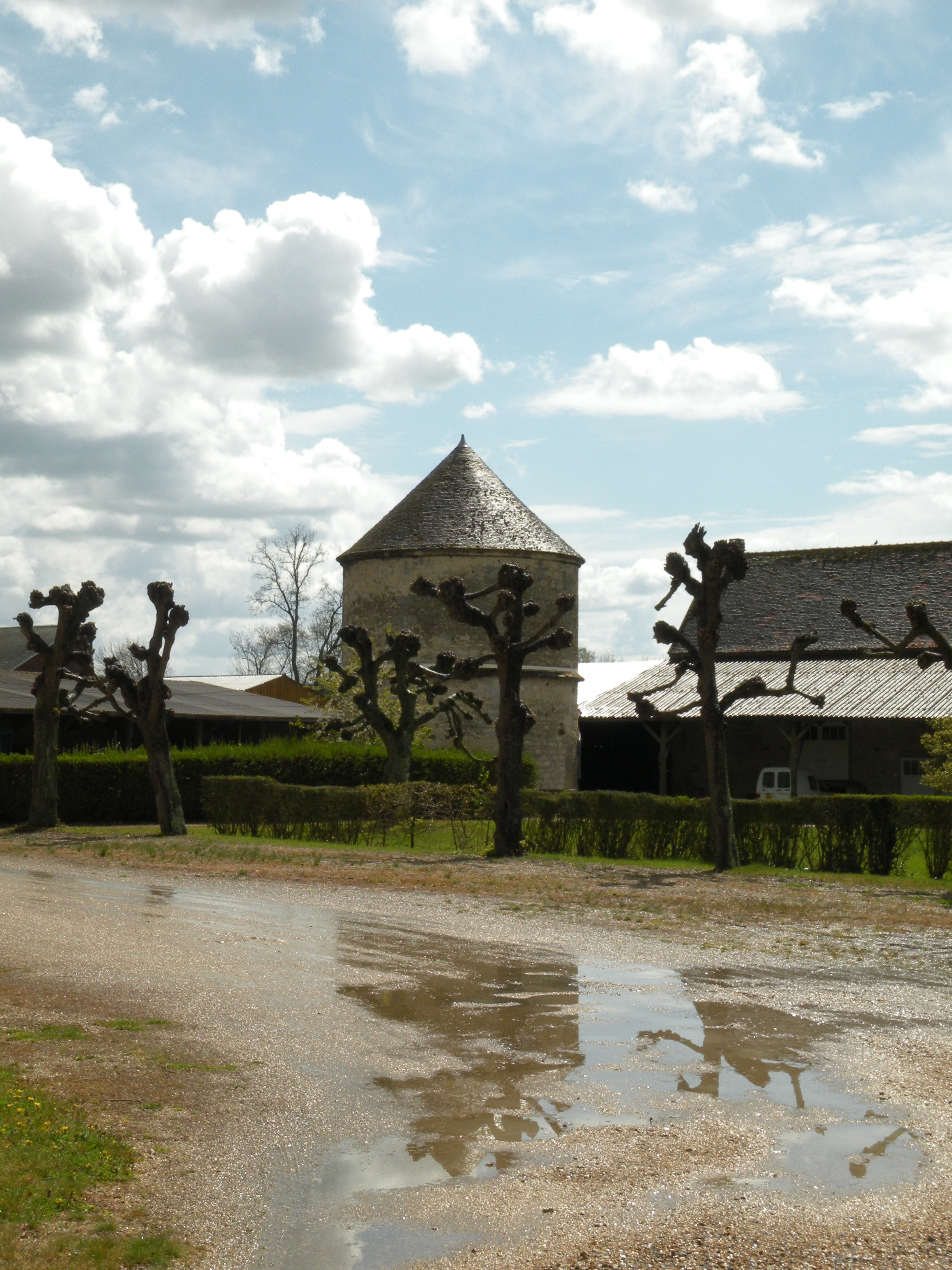
Taubenturm
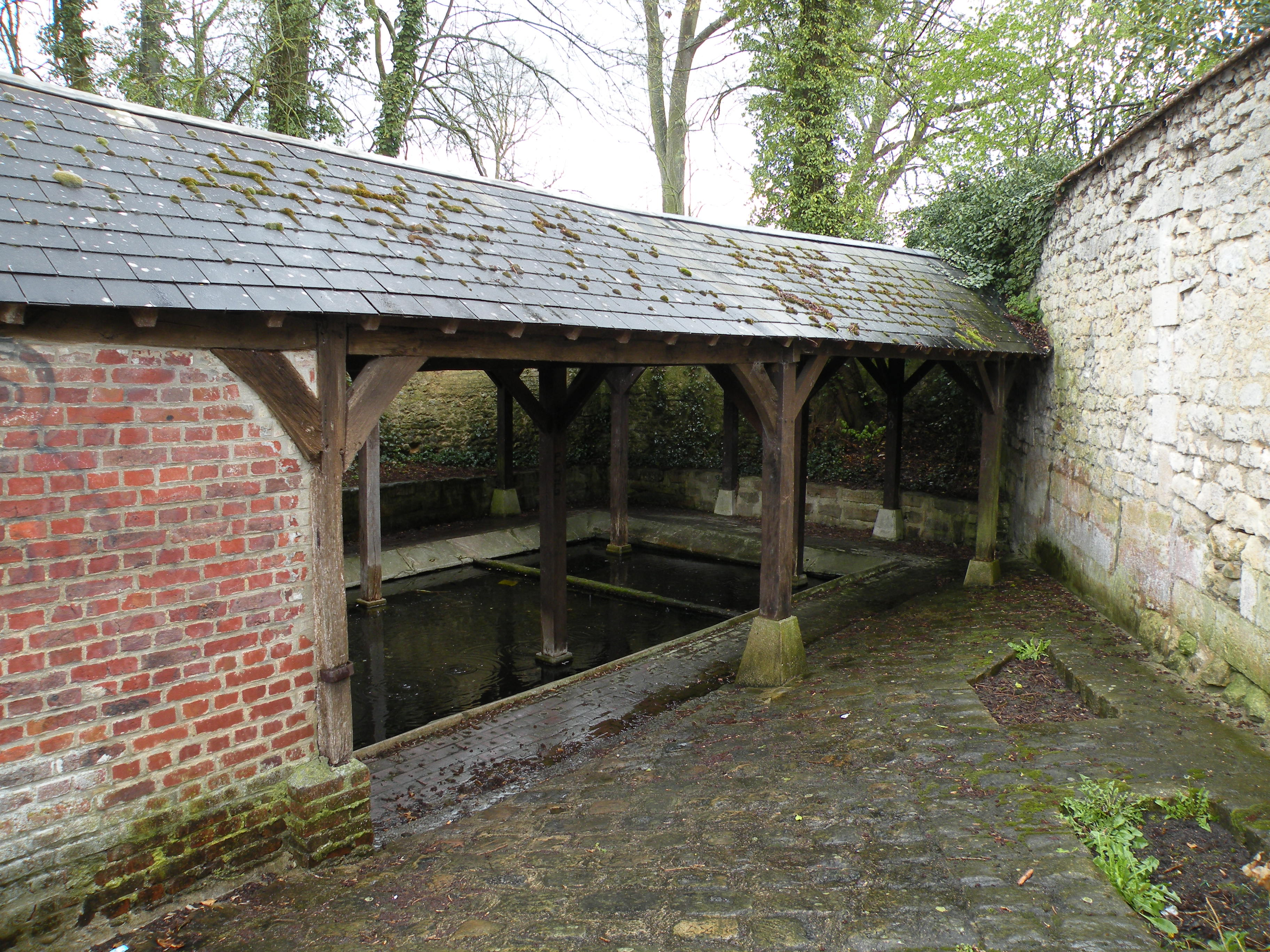
Lavoir
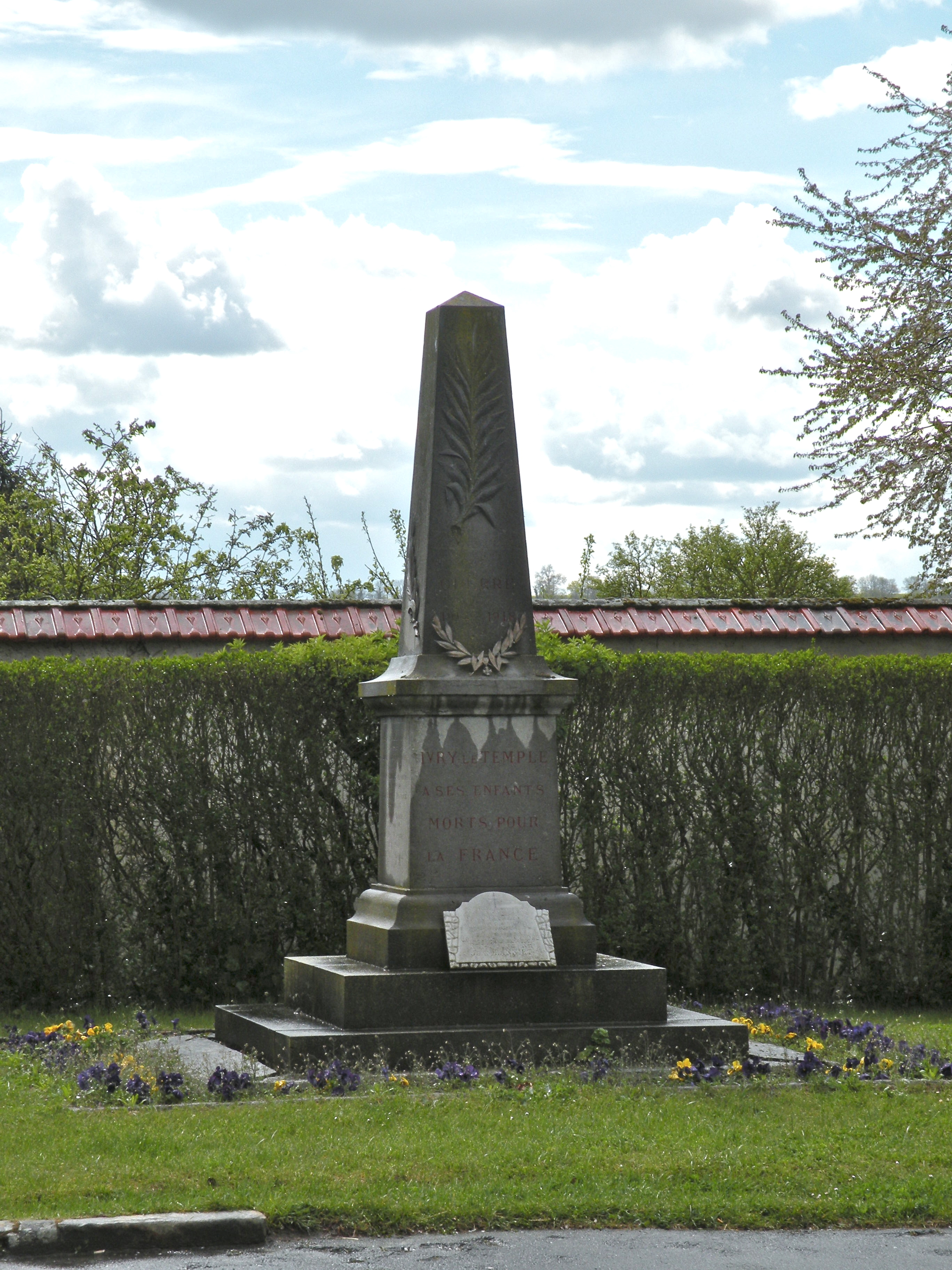
Gefallenendenkmal